# 赫夫·維勒查澤

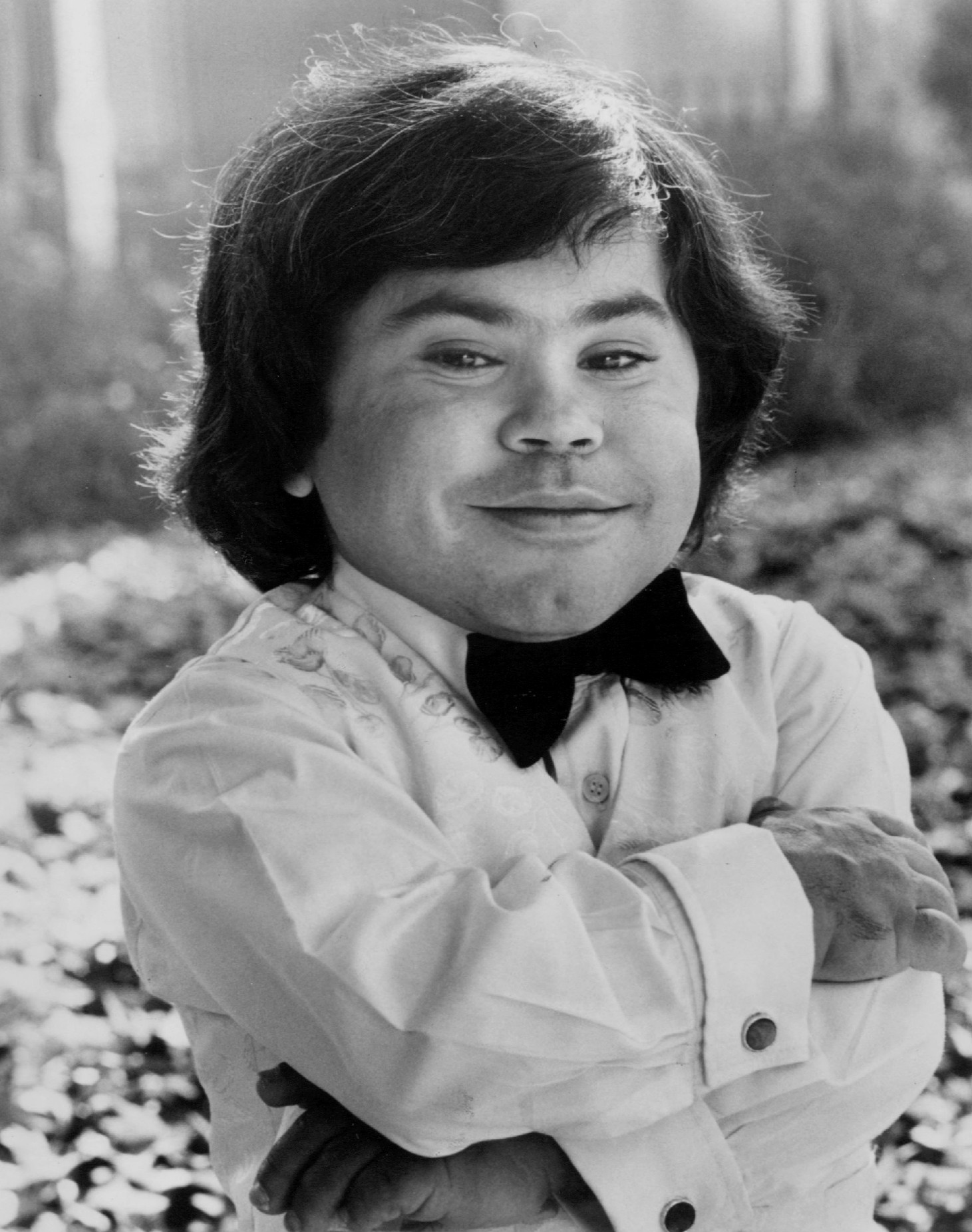
赫夫·維勒查澤

赫夫·維勒查澤（1943年4月23日-1993年9月4日）是一位法国演员以及侏儒症患者。讀書時代因為矮小遭到校園欺凌。 1959年，赫夫·維勒查澤进入法國美術學院学习艺术。 他是鐵金剛大戰金槍客中的一位角色的扮演者。 赫夫·維勒查澤长期受到健康问题困擾。 維勒查澤经常跪着睡觉，因為这样呼吸会更顺畅。 1993年，赫夫·維勒查澤自杀身亡。他被火化後，骨灰撒入太平洋。 